# David Kojo Duku
David Kojo Duku, est un homme politique Ghanéen, enseignant et chef traditionnel qui a été membre du premier parlement de la deuxième république du Ghana représentant la circonscription d'Aowin sous l'égide du parti du progrès.

## Biographie

### Enfance, éducation et débuts
David Duku nait le 20 janvier 1920. Il fréquente l'Achimota school, où il obtient un certificat de formation l'enseignement. Il travaille ensuite comme enseignant et sert comme chef traditionnel avant d'entrer au parlement en 1969.

### Carrière
David Duku est enseignant de profession, il enseigne à l'Enchi Training college et est également directeur d'école. Il a été nommé chef de division d'Asahera Bremang de la région traditionnelle de Wassa le 15 Février 1965. Son nom de tabouret est Nana Koffi Animah II,.
David Duku commence sa carrière politique en 1969 lorsqu'il est le candidat parlementaire du Parti du progrès (PP) pour représenter la circonscription d'Aowin avant le début des élections parlementaires ghanéennes de 1969.
Il prête serment au premier Parlement de la deuxième République du Ghana le 1er octobre 1969, après avoir été déclaré vainqueur des élections parlementaires ghanéennes de 1969, qui se tiennent le 26 août 1969. Son mandat de député s'achève le 13 janvier 1972.

## Vie privée
Duku est chrétien. Il est marié et a deux enfants. Ses loisirs sont la natation et la pêche.